# James Cullen (botanico)
James Cullen (Liverpool, 1936 – Cambridge, 18 maggio 2013) è stato un botanico britannico e autore tassonomico soprattutto nel campo delle specie vegetali orticolturali.

## Biografia
Nato a Liverpool nel 1936, dove studiò botanica presso la locale università, si laureò con il massimo dei voti grazie a una tesi sulla tassonomia del genere Papaver. Dopo aver completato un dottorato di ricerca sul genere Anthyllis, nel 1961 si trasferì all'Università di Edimburgo, dove incominciò a lavorare come primo assistente di Peter Hadland Davis al progetto Flora of Turkey, sovvenzionato dal Science Research Council e con sede presso il Giardino botanico reale di Edimburgo; durante i cinque anni in cui fu impegnato nel progetto, fu autore tassonomico di diverse piante (per esempio Abies cilicica isaurica, con Coode) e di altre pubblicò le descrizioni da parte di altri autori. Nel 1966 tornò a Liverpool come vicedirettore dei Giardini Botanici Ness vicino a Chester, sviluppandone le collezioni di piante viventi, nonché quelle di specimen delle piante coltivate, successivamente spostate nell'herbarium dell'Università di Liverpool. Nel 1971 ritornò a Edimburgo per ricoprire il ruolo di vicedirettore del Giardino Botanico reale, contribuendo a sviluppare i programmi scientifici ivi in essere; parallelamente, si dedicò ai suoi studi tassonomici sulle Ericaceae, pubblicando una revisione del genere Rhododendron che fu ben accolta da botanici e orticoltori e che ebbe risvolti pratici in una riorganizzazione delle specie del genere coltivate nel giardino. In questo periodo di fine anni 70, fu anche un pioniere nell'utilizzo del computer per la classificazione digitale della raccolta di specie vegetali viventi, creando degli standard che furono successivamente adottati da altri giardini botanici in tutto il mondo. Un altro importante progetto fu sviluppato insieme con il direttore del Giardino Botanico dell'Università di Cambridge, Max Walters, sfociando in una monumentale opera chiamata European garden Flora, pubblicata in 6 volumi tra il 1984 e il 2000 e contenente 16.000 schede di entità vegetali coltivabili nei giardini, di grande valore per il mondo dell'orticoltura; Cullen ne fu coautore e coeditore. Nel 1989, in seguito alla morte di Sir George Taylor, ex direttore del Giardino Botanico reale e direttore del Stanley Smith Horticultural Trust, lasciò Edimburgo prendendone il posto; in questo ruolo si operò per sostenere e coordinare i progetti scientifici nel campo dell'orticoltura, lavoro per cui venne insignito della Veitch Memorial Medal da parte della Royal Horticultural Society, onorificenza annuale destinata a coloro, di qualsiasi nazionalità, che hanno dato un eccezionale contributo all'avanzamento e al miglioramento della scienza e della pratica dell'orticoltura. Negli ultimi anni, trascorsi a Cambridge, è stato presidente del Friends of Cambridge University Botanic Garden dal 1992 al 1996, e poi presidente del Cambridgeshire Group of Plant Heritage.

## Opere principali
- Cullen, J. The Orchid Book. — New York, Cambridge, 1992. — 529 p. — ISBN 0-521-41856-9.
- Cullen, J. Handbook of North European Garden Plants. — Cambridge, 2001. — 640 p. — ISBN 0-521-65183-2.
- Cullen, J. Hardy Rhododendron Species. — Portland, 2005. — 496 p. — ISBN 0-88192-723-6.